# Суниці (Корте)
Суниці (Корте) — картина майстра натюрмортів Адріан Корте. Зберігається в музеї Мауріцхейс, Гаага.

## Натюрморти голландців
Найбільше поширення натюрморт мав в мистецтві Голландії 17 століття, де було надзвичайно багато художників. Вони і почали спеціалізуватися на окремих жанрах в залежності від обдарованості і споживацького попиту. Якщо в 16 столітті домінуючі позиції мав релігійний живопис, то в 17 столітті (з поширенням  в Голландії протестантизму і заборони в цеквах на візуальних релігійні образи ) почали домінувати світські жанри — портрет, побутова картина, пейзаж , марина, натюрморт .
Непрестижні натюрморти бралися малювати і великі майстри або включали подібні зображення в свої картини — серед них Рембрандт, Ян Вермер Делфтський, Матіас Стомер, Ян Стен та ін. Своїх прихильників мали й майстри натюрмортів — Пітер Клас Хеда, Абрахам ван Бейєрен, Віллєм Калф. Серед цих майстрів був і Адріан Корте.

## Маленькі перлини художника Корте
Є декілька талановитих, але призабутих майстрів, які відомі тільки своїми натюрмортами. Серед них
- Себастьян Бонекруа
- Еварісто Баскеніс ,
- Бонавентура Беттера (роки життя невідомі, на зламі 17-18 ст.),
- Крістофоро Мунарі(1667—1720) ,
- Ян Фейт (1611—1661)
- Джованні Руопполо(1620—1685),
- Джузеппе Рекко (1634—1695),
- Карло Маджині
- Віллєм ван Алст (1625-1683)

Дослідники пильно вдивляються в старі полотна і з подивом помічають тих, чиї твори ще 200—300 років тому мали риси, що хвилюють живих. Так, натюрморти Корте несподівано перегукуються з новітніми натюрмортами, де обмаль речей, а ті, що є, своєрідно співідносяться з красномовною порожнечею.
Порожнечу в картині добре поціновували ще майстри Китаю і Японії. І віртуозом вважали того, хто міг небагатьма засобами розповісти про космос, про всесвіт, залишивши порожнє місце для домалювань глядачів. Порожнеча і натяк увійшли в головні принципи східного живопису, в його естетику і філософію.
Йшов цим шляху і призабутий Адріан Корте, в натюрмортах якого обмаль речей і є красномовна порожнеча. В натюрморті с полуницями є лише жменька ягід. І всю красу композиції утримує несподівана біла квітка, що переможно підняла голівку, як уособлення краси світу. Натюрморти Корте ставали маленькими перлинами живопису. Не дивно, що про майстра знав славетний колекціонер і мандрівник-науковець Петро Семенов-Тянь-Шанський, відомий прихильник живопису нідерландських майстрів. І одну з перлин Корте придбав для своєї колекції голландських майстрів. Нині цей натюрморт зберігає музей Ермітаж .

## Натюрморти Адріана Корте (бл. 1665— після 1707)

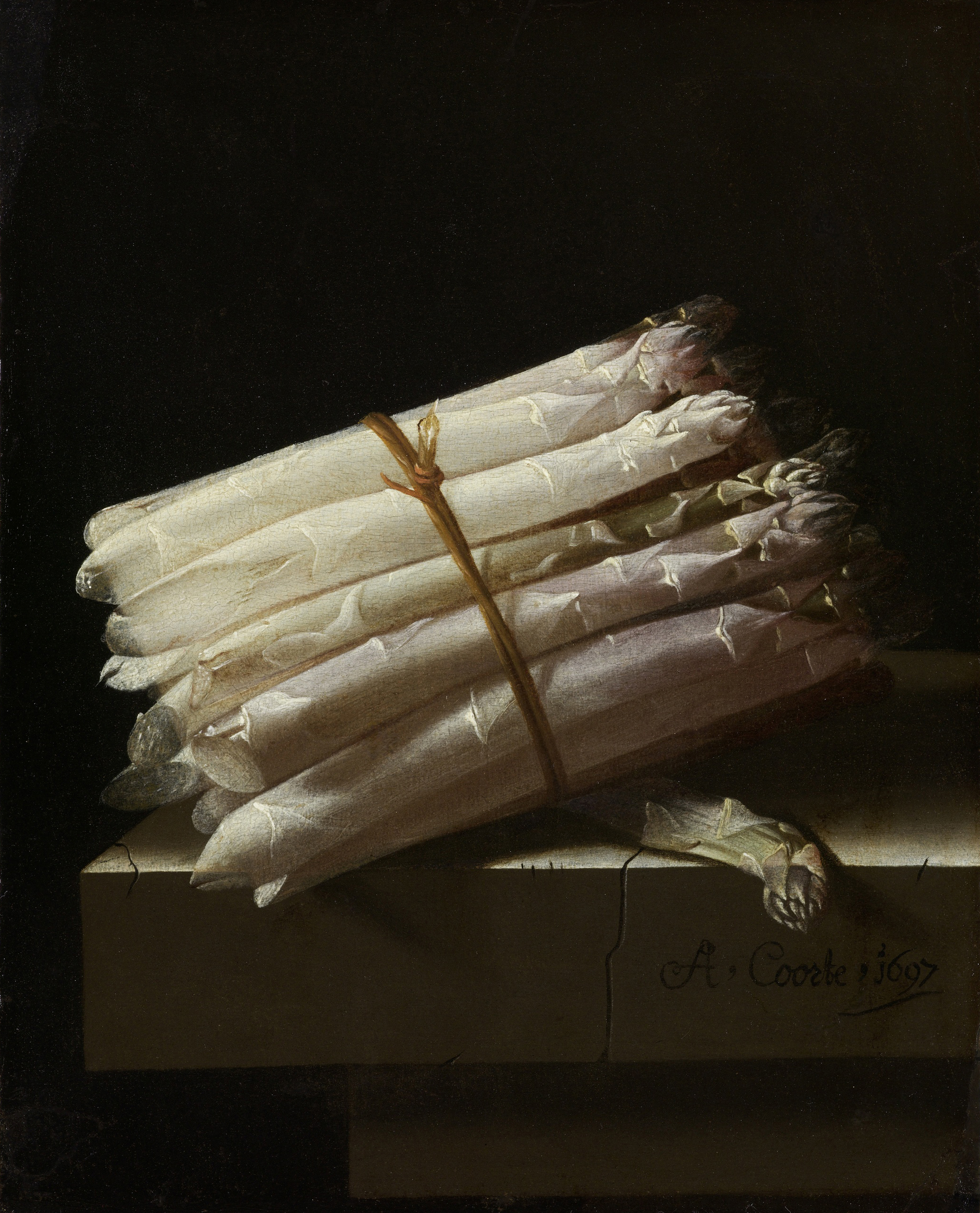
Жмут спаржі, 1697 р.
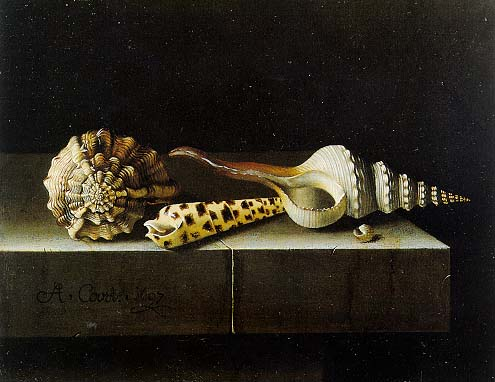
Морські мушлі, 1697 рік
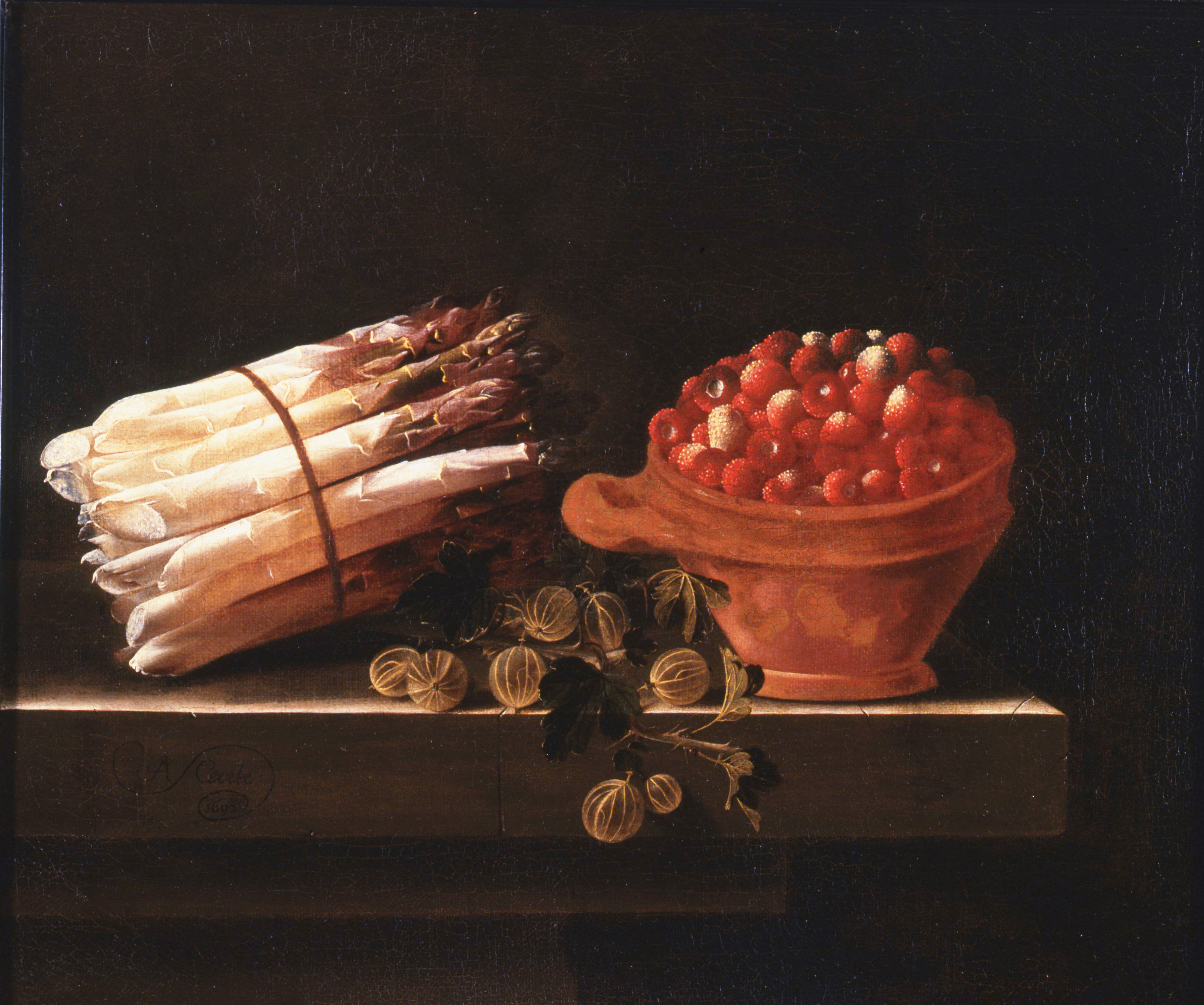
Спаржа і горщик з суницями, 1698 р.